# Telemarketing
Telemarketing – jedno z narzędzi marketingu bezpośredniego, wykorzystujące komunikację telefoniczną z aktualnymi lub potencjalnymi klientami.
Dzieli się na telemarketing:
- wychodzący i przychodzący.
- aktywny (in-bound) / reaktywny (out-bound)
- wewnętrzny / zewnętrzny
- instytucjonalny / indywidualny.

Umożliwia:
- udzielanie informacji (infolinie),
- sprzedaż (np. ubezpieczeń[1], konferencji i szkoleń, usług informatycznych, produktów medycznych, usług finansowych, książek, powierzchni reklamowej itd.[2]),
- przyjmowanie zamówień,
- przyjmowanie reklamacji,
- przeprowadzanie badań rynkowych,
- umawianie spotkań.

Jest podstawowym narzędziem Call center i Contact Center.